# Гици, Чаба
Чаба Гици (венг. Csaba Giczy; 5 августа 1945, Кам) — венгерский гребец-байдарочник, выступал за сборную Венгрии в середине 1960-х — конце 1970-х годов. Серебряный и бронзовый призёр летних Олимпийских игр в Мехико, трёхкратный чемпион мира, серебряный и бронзовый призёр чемпионатов Европы, победитель многих регат национального и международного значения.

## Биография
Чаба Гици родился 5 августа 1945 года в городе Кам, Германия. Активно заниматься греблей начал в раннем детстве, проходил подготовку в Будапеште, состоял в столичном спортивном клубе «Вашаш».
Первого серьёзного успеха на взрослом международном уровне добился в 1965 году, когда попал в основной состав венгерской национальной сборной и побывал на чемпионате Европы в Бухаресте, откуда привёз награду серебряного достоинства, выигранную в зачёте двухместных экипажей на дистанции 10 000 метров. Два года спустя на европейском первенстве в немецком Дуйсбурге получил бронзу в двойках на тысяче метрах.
Благодаря череде удачных выступлений удостоился права защищать честь страны на летних Олимпийских играх 1968 года в Мехико — в составе четырёхместного экипажа, куда также вошли гребцы Имре Сёллёши, Иштван Тимар и Иштван Чизмадиа, завоевал на дистанции 1000 метров бронзовую медаль — в решающем заезде их обошли экипажи из Норвегии и Румынии. Кроме того, в паре с Иштваном Тимаром стал серебряным призёром в двойках на тысяче метрах, уступив лишь советской байдарке Александра Шапаренко и Владимира Морозова.
В 1969 году на европейском первенстве в Москве Гици дважды поднимался на пьедестал почёта, добыл бронзу в эстафете 4 × 500 м и в километровой гонке двоек. В следующем сезоне выиграл бронзу на чемпионате мира в Копенгагене, заняв третье место в программе четырёхместных байдарок на тысяче метрах. Через год на аналогичных соревнованиях в югославском Белграде взял золото в эстафете и серебро в четвёрках на десяти километрах. На чемпионате мира 1973 года в финском Тампере сделал золотой дубль, завоевал титул чемпиона сразу в двух дисциплинах: в четвёрках на одном километр и на десяти километрах. Спустя год на мировом первенстве в Мехико в тех же дисциплинах стал бронзовым и серебряным призёром соответственно.
Будучи одним из лидеров гребной команды Венгрии, Гици благополучно прошёл квалификацию на Олимпийские игры 1976 года в Монреале, но, тем не менее, на сей раз попасть в число призёров не смог — в четвёрках на тысяче метрах показал в финале восьмой результат. После Олимпиады он ещё в течение года оставался в основном составе венгерской национальной сборной и продолжал принимать участие в крупнейших международных регатах. Так, в 1977 году выступил на чемпионате мира в Софии, где стал серебряным призёром в зачёте четырёхместных байдарок на десяти тысячах метров. Вскоре по окончании этих соревнований принял решение завершить карьеру профессионального спортсмена, уступив место в сборной молодым венгерским гребцам.
С 1979 года Чаба Гици работал тренером по гребле на байдарках и каноэ в молодёжной сборной Венгрии, затем в период 1982—1991 тренировал гребцов в нескольких спортивных клубах. Имеет высшее образование, в 1983 году окончил Институт физической культуры.